# Gaetano Besozzi
Gaetano Besozzi (* 25. März 1725 oder 1727 in Piacenza; † 1798 in London) war ein italienischer Oboist und Komponist.
Der Sohn von Giuseppe Besozzi war seit 1740 Oboist am Hof von Neapel. Ab 1765 wirkte er im Dienst des Königs in Paris und Versailles. Zwischen 1768 und 1788 trat er bei den Concerts spirituels auf. Seine Leistung fand den Beifall des Publikums und der Musikkritik und wurde auch von dem Musikwissenschaftler Charles Burney anerkennend erwähnt. Seit 1778 erhielt er vom französischen König eine Pension. Vor dem Ausbruch der Französischen Revolution flüchtete er nach London, wo er bis zu seinem Tode wirkte.
Besozzi trat als Komponist kammermusikalischer Werke hervor. Auch sein Sohn Girolamo, der Großvater des Komponisten Louis Désiré Besozzi wurde als Musiker bekannt.